# 习家池

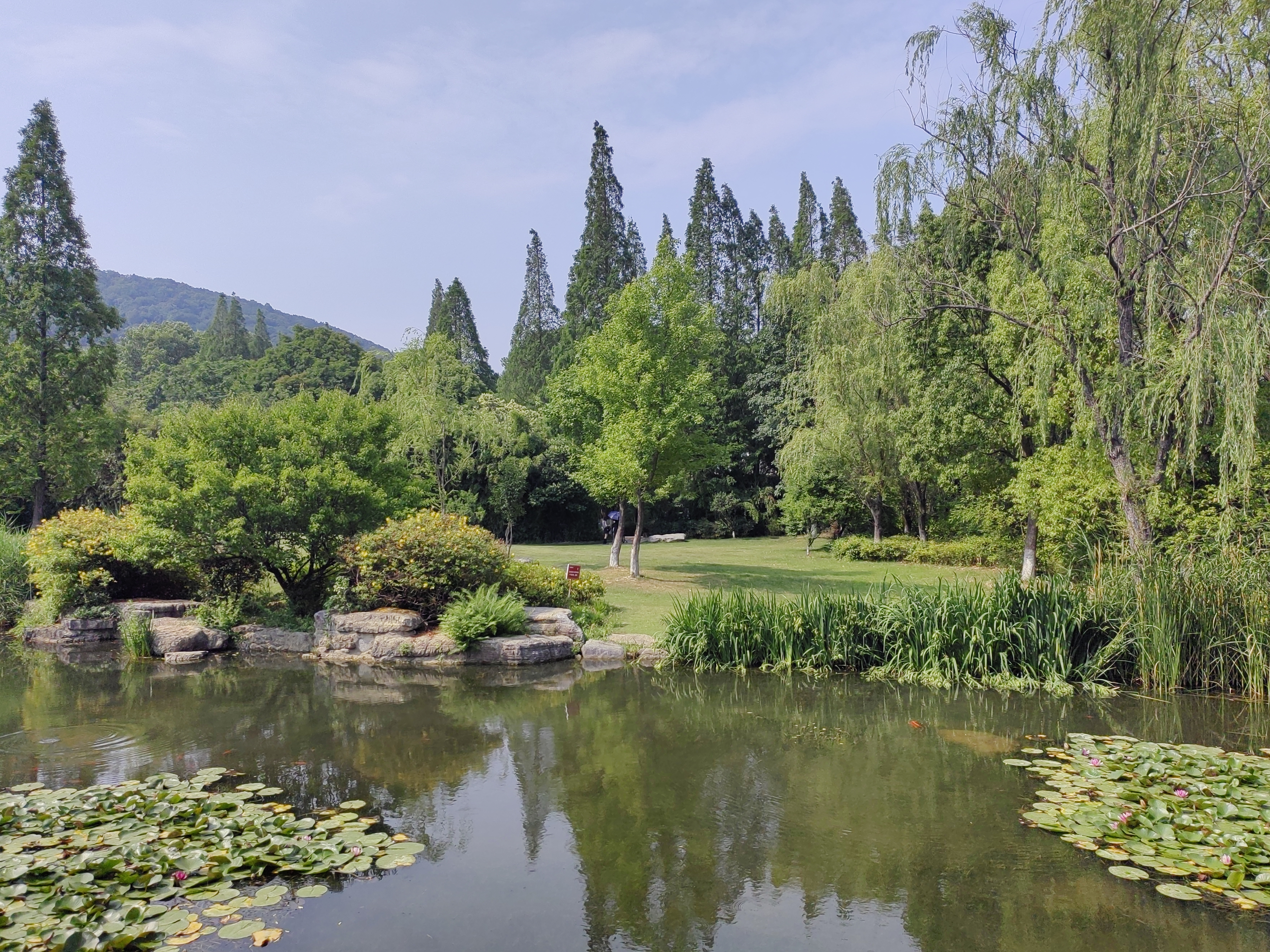
迎賓池

习家池位于湖北省襄阳市，建于东汉，是习郁的私家园林。习郁後人、東晉史家習鑿齒亦曾在此隱居。歷代以來有不少文人至习家池遊覽，西晉鎮南將軍山簡時常到习家池飲酒，醉後自呼「高陽酒陡」，因此习家池又稱為「高陽池」。
是中国现存最早的园林建筑之一。1992年被列入湖北省文物保护单位。

## 文物保护情况
1992年12月16日，被湖北省人民政府列为第三批湖北省文物保护单位。
其保护范围为：习家池及周围一定范围。以荷花池池壁为界，四周各向外延伸50米。
其建设控制地带为：以保护范围为界，四周各向外延伸50米。